# Crédit Mutuel
Il Crédit Mutuel è una banca cooperativa francese fondata nel 1882 a Wantzenau, villaggio nei pressi di Strasburgo, in Alsazia, in base alle teorie di Friedrich Wilhelm Raiffeisen, che in quel periodo si stavano diffondendo in tutta la Prussia. È la capogruppo del gruppo Crédit Mutuel - CIC, nato nel 1998 dopo l'acquisizione del Crédit Industriel et Commercial (CIC) da parte del Crédit Mutuel.

## Struttura del gruppo
Il gruppo è organizzato in forma federale strutturata su tre livelli. Alla base ci stanno le 1.800 casse locali; sopra, a livello regionale esistono i  Groupes régionales, 18 federazioni che coprono l'intero territorio francese. Al terzo livello, a capo di tutto esiste la  Confédération, che è l'organo centrale del network.

## Italia
In Italia, attraverso la controllata Crédit Industriel et Commercial, vantava fino ad aprile 2014 una partecipazione nel gruppo Banca Popolare di Milano.

## I numeri
Il gruppo Crédit Mutuel - CIC è il terzo gruppo bancario francese con oltre 3,9 milioni di clienti, 2.000 agenzie e oltre 23.000 dipendenti.